# Са

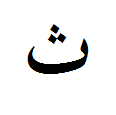
Ізольована форма літери

Са (араб. ثاء‎‎; с̱а̄’) — четверта літера арабської абетки, позначає звук [θ].
В ізольованій та кінцевій позиціях са має вигляд ث; в початковій та серединній — ثـ.
Са належить до сонячних літер.
В перській мові ця літера має назву «се» (перс. ثه, s̱e), звучить як [s̱].

## В юнікоді
| Юнікод         | U+062B             |
| Ім'я в юнікоді | ARABIC LETTER THEH |
| HTML           | &#1579;            |
| ISO 8859-6     | 0xcb               |